# 1903 w filmie
Wydarzenia filmowe w 1903 roku.

## Wydarzenia
- Bankrutuje Towarzystwo Udziałowe Pleograf
- Powstaje japońska wytwórnia filmowa Komatsu Shokai

## Premiery
- Napad na ekspres (USA, The Great Train Robbery) – reżyseria, scenariusz i zdjęcia: Edwin S. Porter, wykonawcy: George Barnes, Frank Hanaway, Max Aronson i Marie Murray.

## Urodzili się
- 3 stycznia – Tadeusz Kubalski, aktor (zm. 1963)
- 18 stycznia – Werner Hinz, aktor (zm. 1985)
- 11 lutego – Rex Lease, aktor (zm. 1966)
- 14 lutego – Stuart Erwin, amerykański aktor (zm. 1967)
- 16 lutego – Edgar Bergen, aktor (zm. 1978)
- 28 lutego – Vincente Minnelli, reżyser (zm. 1986)
- 26 kwietnia – Dorothy Sebastian, aktorka (zm. 1957)
- 3 maja – Bing Crosby – piosenkarz i aktor (zm. 1977)
- 8 maja – Fernandel, aktor (zm. 1971)
- 14 maja – Billie Dove, aktorka (zm. 1997)
- 25 maja – Binnie Barnes, aktorka (zm. 1998)
- 29 maja – Bob Hope, aktor (zm. 2003)
- 16 czerwca – Ona Munson, aktorka (zm. 1955)
- 18 czerwca – Jeanette MacDonald, piosenkarka, aktorka (zm. 1965)
- 25 czerwca – Anne Revere, aktorka (zm. 1990)
- 13 września – Claudette Colbert, aktorka (zm. 1996)
- 17 września – Dolores Costello, aktorka (zm. 1979)
- 7 listopada – Dean Jagger, aktor (zm. 1991)
- 24 listopada – Bronisław Dąbrowski, polski aktor, reżyser teatralny (zm. 1992)
- 10 grudnia – Una Merkel, aktorka (zm. 1986)
- 16 grudnia – Hardie Albright, aktor (zm. 1975)
- 21 grudnia – Maria Balcerkiewiczówna, aktorka (zm. 1975)
- 26 grudnia – Elisha Cook Jr., aktor (zm. 1995)